# Estació de Sant Guim de Freixenet
L'estació de tren de Sant Guim de Freixenet és una estació de ferrocarril propietat d'Adif de Sant Guim de Freixenet (Segarra) protegit com a bé cultural d'interès local. L'estació del poble està situada al centre del nucli urbà, aïllat de qualsevol edificació i format per tres edificis principals, a part dels magatzems pròxims.
L'estació es troba a la línia Barcelona-Manresa-Lleida i hi tenen parada trens de la línia R12 dels serveis regionals de Rodalies de Catalunya, operat per Renfe Operadora. Aquesta estació de la línia de Manresa o Saragossa va entrar en funcionament l'any 1860 quan va entrar en servei el tram construït per la Companyia del Ferrocarril de Saragossa a Barcelona entre Manresa (1859) i Lleida.
L'any 2016 va registrar l'entrada de 3.000 passatgers.

## Descripció
L'edifici de l'estació pròpiament dit, és de planta rectangular, format a partir de planta baixa i primer pis i presenta un parament paredat de pedra del país amb franges verticals i horitzontals arrebossades i pintades de color ocre. Actualment, aquest edifici s'ha reformat notablement però encara conserva el rètol de l'antiga estació de "SAN GUIM" integrat a les seves façanes i realitzat amb rajola. Un segon edifici es coneix com a "cuarto de agentes". Aquest està situat paral·lel a la via del tren, a pocs metres de l'estació de tren, en direcció al pas a nivell i integrat dins d'una zona de jardí. Es tracta d'un edifici de planta rectangular, d'una sola planta i coberta a doble vessant amb ràfec de teula en tot el seu perímetre. El parament d'aquest edifici està realitzar amb maó i sòcol de carreus de pedra a la part baixa. Destaquem la decoració de les seves obertures a partir de pilastres amb capitells motllurats.
Durant molts anys presentà un estat deixat i ruïnós, adaptant-se a dos habitatges, que no tenia res a veure a quan s'utilitzava com a dormitori del personal que arribava amb els trens de càrrega i també disposava d'un espai de cuina i menjador. Finalment, un tercer edifici se situa al costat del pas a nivell, aïllat d'edificacions i presenta una planta rectangular, estructurada a partir de planta baixa i primer pis, coberta a doble vessant amb ràfec de teula a tot el seu perímetre. Aquest ràfec de teula que sobresurt, en forma de voladís, està sustentat per una estructura de fusta, on s'aprecia el treball d'unes mènsules situades a les façanes de migjorn i tramuntana. L'obra presenta un parament de pedra picada, així com, maó a les obertures i angles de les façanes de l'edifici.

## Història
L'origen del poble de Sant Guim de Freixenet es troba en la construcció de la línia del tren que havia d'unir Barcelona amb Saragossa i amb ella l'establiment de l'estació el 1885. Aquest fet suposà un desenvolupament urbanístic que no parà fins als anys 1930, en què es construïren les principals vies de comunicació i serveis bàsics. En un primer moment aquest poble fou conegut com el barri de l'Estació de Sant Guim, després com Sant Guim de l'Estació. Durant la Guerra civil se'l coneixia com a Pineda de Segarra.
L'estació estava formada per tres edificis principals, el primer era l'estació de tren, on hi havia en la seva planta baixa el vestíbul, la sala d'espera i l'oficina del cap d'estació. Al primer pis les estances particulars tant del cap d'estació com del factor de circulació. El segon edifici era emprat pel personal de la Renfe que estava de pas i estigué en funcionament fins a l'any 1963. Finalment, el tercer edifici era la casa del cap de via i obres de l'estació.

## Serveis ferroviaris
| Rodalia de Lleida      |         |       |                        |                           |
| Procedència/Destinació | <       | Línia | >                      | Procedència/Destinació    |
| Lleida Pirineus        | Cervera |       | Sant Martí Sesgueioles | Terrassa Estació del Nord |